# Lycaena schmidtiicaudata
Lycaena schmidtiicaudata är en fjärilsart som beskrevs av Tutt 1906. Lycaena schmidtiicaudata ingår i släktet Lycaena och familjen juvelvingar. Inga underarter finns listade i Catalogue of Life.